# Kevin Peter Hall
Pour les articles homonymes, voir Peter Hall et Hall.
Kevin Peter Hall est un acteur américain, né le 9 mai 1955 à Pittsburgh, en Pennsylvanie, et mort le 10 avril 1991 à Hollywood, en Californie. Du fait de sa grande taille (2,19 m), il joue surtout des rôles de monstre/extraterrestre. Son visage est très peu connu du public, car il est costumé des pieds à la tête.

## Biographie

### Jeunesse et formations
Kevin Peter Hall naît le 9 mai 1955 à Pittsburgh, en Pennsylvanie. Ses parents sont d'une taille bien au-dessus de la moyenne : son père, Charles Hall, fait 1,98 m et sa mère, Sylvia Hall, 1,88 m.
Pendant ses années lycéennes à l'école de Penn Hills (en), il est joueur vedette de basket-ball. Ensuite, il fait des études à l'université George-Washington à Washington, où il joue avec l'équipe de basket-ball et avec une majeure en arts théâtraux.

### Carrière
En 1979, il commence sa carrière d'acteur au cinéma, en incarnant l'ours mutant dans le film d'horreur Prophecy - Le monstre (Prophecy) de John Frankenheimer. En 1980, il est un extraterrestre dans le film fantastique Terreur extraterrestre (Without Warning) de Greydon Clark, aux côtés de Jack Palance et Martin Landau.
En 1986, il apparaît dans la série fantastique Superminds (Misfits of Science). Il y tient un rôle de géant scientifique qui a le pouvoir de rétrécir, accompagné d'une bande de jeunes gens qui ont des pouvoirs différents.
En 1987, il endosse le costume de Harry dans Bigfoot et les Henderson (Harry and the Hendersons) de William Dear et de Predator dans le film de science-fiction Predator de John McTiernan, ainsi que la suite Predator 2 de Stephen Hopkins (1990). Son visage est découvert à la fin du premier volet, où il est pilote de l'hélicoptère venant chercher Arnold Schwarzenegger dans la jungle juste après l'explosion nucléaire déclenchée par le Predator.

### Vie privée
Kevin Peter Hall rencontre l'actrice Alaina Reed, en plein enregistrement de la série 227. Le couple se marie dans la série, comme dans la vie.

### Mort
Kevin Peter Hall meurt le 10 avril 1991 à Hollywood, en Californie, du Sida contracté quelques mois avant le tournage de Predator 2, lors d'une transfusion sanguine, ainsi que d'une pneumonie.

## Filmographie

### Cinéma

#### Longs métrages
- 1979 : Prophecy - Le monstre (Prophecy) de John Frankenheimer : un ours mutant (non crédité)
- 1980 : Terreur extraterrestre (Without Warning) de Greydon Clark : un extraterrestre
- 1983 : Nuit noire (One Dark Night) de Tom McLoughlin : Eddie
- 1984 : Attention délires ! (The Wild Life) d'Art Linson : Bouncer
- 1987 : Monster in the Closet de Bob Dahlin : le monstre du placard
- 1987 : Bigfoot et les Henderson (Harry and the Hendersons) de William Dear : Harry
- 1987 : Predator de John McTiernan : le Predator / le pilote d'hélicoptère
- 1988 : Big Top Pee-Wee de Randal Kleiser : Big John
- 1990 : Predator 2 de Stephen Hopkins : le Predator
- 1991 : Bienvenue en enfer (Highway to Hell) d'Ate de Jong : Charon

### Télévision

#### Téléfilms
- 1982 : Les Monstres du labyrinthe (Mazes and Monsters) de Steven Hilliard Stern : Gorvil
- 1989 : Le Coup de Shannon (Shannon's Deal) de Lewis Teague : Harry, l'un des joueurs de cartes

#### Séries télévisées
- 1984 : E/R : Donald Haines (saison 1, épisode 12 : Mr. Fix-It)
- 1985 : Tribunal de nuit (Night Court) : Wendell Martin (saison 2, épisode 14 : Nuts About Harry)
- 1985 : Superminds (Misfits of Science) : Dr Elvin « El » Lincoln (16 épisodes)
- 1985 : Shérif, fais-moi peur (The Dukes of Hazzard) : Floyd Malone (saison 7, épisode 17 : Opening Night at the Boar's Nest)
- 1989 : Star Trek: La Nouvelle Génération (Star Trek: The Next Generation) : Leyor (saison 3, épisode 8 : The Price)
- 1989 : 227 : Gordon (saison 4, épisode 13 : The Prince)
- 1989-1990 : 227 : Warren Merriwether (6 épisodes)
- 1991 : Harry et les Henderson (Harry and the Hendersons) : Harry  (16 épisodes)